# Damas
Las damas es un juego de mesa para dos jugadores. El juego consiste, sobre todo, en mover las piezas en diagonal a través de los cuadros negros (o blancos en algunas variantes) de un tablero de 64 o 100 cuadros. Si alguien no mata (captura), perderá esa pieza al jugar, contrario a la intención obligatoria de capturar (comer) las piezas del jugador contrario, pasando por encima de dichas piezas.
Existen varias modalidades, con distintos tableros y número de piezas. La versión internacional, también llamada «damas polacas», está reglamentada por la Fédération Mondiale du Jeu de Dames (FMJD) y se juega en un tablero de 10×10 cuadros con dos jugadores, que disponen de 20 piezas cada uno (un jugador dispone de piezas negras y el otro de piezas blancas).
Las piezas normales se mueven 1 cuadrado en diagonal, y si alcanzan el borde de la zona del enemigo se convierten en «damas», que se pueden mover en diagonal hacia cualquier lado, luego ésta, al moverse por primera vez, en el siguiente turno no podrá moverse; sin embargo las damas pueden ser comidas por el enemigo.
Otras reglas:
- Un jugador no debe mover más de dos veces seguidas la misma pieza a los 2 mismos lugares.

Un jugador siempre deberá mover sus fichas y no dejarlas de lado a más de 5 turnos
¿Cómo hacer empate (tablas)?
- Se puede empatar si todas las piezas se bloquean entre sí.
- Si ambos jugadores se quedan con una sola ficha.
- Si la partida se prolonga por encima del tiempo establecido (si la partida es muy larga).[1]

A pesar de que el tablero es similar al del ajedrez, este juego es más simple que aquel.

## Reglas
Las damas es un juego para dos personas en un tablero de 64 casillas de 8×8 celdas (el mismo que se utiliza para jugar al ajedrez) o bien de 10x10 celdas. El tablero se coloca de manera que cada jugador tenga una casilla blanca en su parte inferior derecha.
Cada jugador dispone de 16 o 20 piezas de un mismo color (unas blancas y las otras negras) que al principio de la partida se colocan en las casillas negras de las tres filas más próximas a él. El objetivo del juego de damas es capturar las fichas del oponente o acorralarlas para que los únicos movimientos que puedan realizar sean los que lleven a su captura (excepto las damas rusas, la variante poddavki, en la que gana quien se queda sin fichas o las que tiene están bloqueadas).
Se juega por turnos alternos. Empieza a jugar quien tiene las fichas claras (blancas). En su turno cada jugador mueve una pieza propia.
Las piezas se mueven (cuando no comen) una posición hacia delante, hacia atrás, en diagonal a la derecha o a la izquierda, a una posición adyacente vacía. 
Al momento de comer piezas del oponente, se pueden comer varias en un mismo turno de forma diagonal hacia la derecha e izquierda, adelante y atrás. Comer no es obligatorio, es una decisión del jugador de turno, pero el rival puede soplar.

### Fin de la partida
Una partida de damas finaliza cuando se llega a una de estas dos situaciones:
1) Pierde quien se queda sin piezas sobre el tablero
2) Si el jugador se equivoca 3 veces, pierde. 
- - Si cuando llega el turno de un jugador, este no puede mover puesto que todas las piezas que le restan en juego están bloqueadas, se distinguen tres reglas, dependiendo del estilo practicado:

```
1) Cuando un jugador conserve sólo una ficha puede realizar un movimiento extra luego de mover su ficha. 
2) Tablas.
3) Pierde quien le corresponde el próximo movimiento.
```

- - Gana quien más piezas tenga. A igual número de piezas gana quien más reinas/damas tenga y, si en esto también se empata, la partida termina en tablas.
- El jugador que tenga muy pocas piezas puede retirarse del juego.
- Chancho: cuando en el turno de un jugador éste ya no tiene espacios para poder mover sus fichas y por ende pierde la partida.[2]

La partida también puede terminar en tablas (empate) si ambos jugadores quedan con un número muy reducido de piezas, tal que por muchos movimientos que se hagan no se resolvería la partida. La dama/reina siempre tiene prioridad para comer antes que cualquiera otra ficha. También la dama sólo se mueve un cuadro tras cada captura. Una pieza normal puede capturar a la dama final.

### Resolución matemática del juego
El 20 de julio de 2007, en un artículo publicado en la revista Science, se encontró la resolución matemática para el juego de damas, siendo su resultado el de tablas. Es decir, si ambos contrincantes juegan siempre la partida perfecta en base al análisis completo y perfecto, las tablas están garantizadas.
Chinook es el nombre del software creado por Jonathan Schaeffer, el primer programa que primero jugó a las damas a nivel de torneo, llegando a ganar al campeón del mundo de la época, Don Lafferty, que finalmente resolvió el desarrollo de la partida hacia el empate ineludiblemente.
Se trataba en este caso del juego de damas de 12+12 fichas. Chinook nunca se usó para el juego de damas internacional de 20+20 fichas que es un juego tan complicado como el ajedrez.

## Variantes

### Checkers (Estados Unidos) / Draughts (Inglaterra) / Damas inglesas (Hispanoamérica)
- Las piezas suelen ser rojas o negras, y blancas o marfil las del otro bando.
- Empiezan las negras o rojas (oscuras).  Los peones ("men" en inglés) avanzan un cuadro a la vez, siempre en diagonal y no pueden retroceder.
- Las damas mueven tan solo una casilla a la vez (Dama Inglesa), tanto adelante como atrás y siempre en diagonal.
- Es obligatoria la captura. Si hubiera posibilidad de comer varias piezas en diferentes lados, el jugador puede "comer" de la forma que quiera, ya sea por la cantidad o por la calidad.
- Se gana la partida cuando el adversario ha quitado (comido) a su rival todas las piezas en el tablero.  Pero si un jugador teniendo piezas en el tablero se queda sin movimiento alguno, entonces pierde inmediatamente la partida.  A esto se le conoce con el nombre de: "Ahogado".

### Damas españolas
REGLAMENTO:
- Con el tablero en la misma posición que en el ajedrez, (casilla blanca de la fila inferior a la derecha), las piezas van en las casillas blancas.
- Las fichas normales, (las que no son 'damas'), sólo pueden capturar en diagonal hacia adelante, una o más veces si es posible, (captura simple o múltiple).
- Si un jugador ha perdido todas sus piezas, o no puede mover, ha perdido.
- Oficialmente, se puede «soplar», (retirar), la pieza del contrario que pudiendo haber comido no lo ha hecho, pues ha movido en lugar de comer, (o no ha comido todo lo posible).

1. El juego de damas se desarrolla en un tablero de 64 casillas (8x8), coloreadas blancas y negras alternadamente (tablero clásico) con el escaque inferior derecho de color blanco.
2. El tablero debe ser superficie plana y no brillante, dividido en ocho partes iguales en altura y anchura (8x8) cuyas intersecciones dan lugar a las 64 casillas del tablero.
3. Las piezas, llamadas peones, podrán ser de madera, plástico, hueso o marfil, 12 por cada bando, blancas y negras.
4. Se juega sobre las casillas blancas del tablero, quedando la gran diagonal o diagonal principal a la derecha del jugador (esquina inferior derecha del tablero).
5. El tablero se numera de la siguiente forma: Se cuenta siempre de arriba abajo y de izquierda a derecha y solo se numeran las casillas blancas. Así la primera casilla blanca de la primera fila será la número 1 y la última casilla blanca de la última fila será la número 32. Esta numeración será la utilizada a fin de representación de partidas, posiciones, estudios y en general todo lo relacionado con la nomenclatura del juego.
6. Los 12 peones blancos se colocan sobre las casillas 1 a 12 del tablero y los 12 negros sobres las casillas 21 a 32.
7. Cada color es conducido por un jugador. La primera jugada debe ser realizada siempre por el jugador con las fichas blancas.
8. Los movimientos de los peones son en diagonal, una sola casilla y en sentido de avance, o sea, hacia el campo oponente.
9. Los movimientos se realizan alternadamente, uno por jugador.
10. "Pieza tocada, pieza jugada". Si se toca una pieza, esta debe jugarse si el movimiento es posible.
11. Si un peón llega a la línea base del contrario (1-4 blanco, 29-32 negro), se convierte en dama, coronándolo con otro peón.
12. La dama mueve también en diagonal, pero adelante y atrás, pudiendo recorrer cualquier número de casillas si están libres.
13. La dama no puede saltar dos peones juntos o un peón de su color. En caso de peón de otro color ver captura de piezas.
14. Si un jugador en su turno de juego tiene uno de sus peones en una casilla diagonal contigua a otro peón del contrario estando la posterior vacía, puede saltar por encima de éste hasta la casilla vacía inmediatamente posterior, retirándo del tablero, ('comiendo'), ese peón del jugador contrario.
15. Si después de realizado un salto, el peón llega a una casilla en las mismas condiciones de la anterior, puede continuar saltando y así todas las veces en las que esto sea posible (captura múltiple).
16. Si una dama se encuentra en turno y en la misma diagonal con una pieza contraria tras la cual hay casillas vacías, puede saltar esta hasta quedar en cualquiera de las casillas vacías.
17. Si después de realizado el salto anterior se vuelve a encontrar en otra diagonal con pieza contraria en las mismas condiciones, podrá proseguir los saltos todas las veces que esto fuese posible (capturas múltiples).
18. En capturas múltiples no se puede saltar dos veces por encima de la misma pieza.
19. Un movimiento de captura no finaliza hasta que se terminan todos los saltos posibles. Solo entonces pueden retirarse del tablero las piezas capturadas.
20. El capturar no es opcional. Pero si un jugador en su turno no captura una pieza pudiendo hacerlo, (o no cumple las leyes de 'cantidad' y de 'calidad'), a continuación su rival puede retirarle la pieza con la que aquel podría haber comido, (o 'comido más y mejor'), y no lo hizo, (esto se conoce coloquialmente como «soplar»). El acto de «soplar» no es obligatorio, ni en caso de hacerse consume el turno del jugador que lo realiza, pues debe ejecutar su propio movimiento a continuación.
21. En caso de competición, si una partida se demostrase que a partir de cierto movimiento se han infringido las reglas, deberá ser repetido a partir del movimiento infractor o anulada, según acordase el jurado nombrado al efecto.
22. Ley de la Cantidad: Es obligatorio capturar al mayor número posible de piezas.
23. Ley de la Calidad: A igual número de piezas a capturar, es obligatorio capturar a las de mayor calidad, dama antes que peón.
24. Un juego se considera perdido cuando un jugador:
  1. Pierde todas sus piezas.
  2. Tiene piezas, pero tocándole turno no tiene movimiento posible (c).
  3. Abandone la partida.
  4. En competición, exceda el tiempo previsto sin realizar el número de jugadas acordadas.
  5. En competición, si así lo decide el jurado o juez de esta por no acatar el jugador alguna de las reglas del juego o del torneo.
25. Un juego se considera empatado cuando:
  1. Los jugadores lo acuerden.
  2. Cuando se exceda del número de jugadas previstas para finales que se deben ganar en un máximo de movimientos.
  3. Cuando una misma posición se dé tres veces, siendo el mismo jugador el que esté en turno de juego y así se reclame.
26. Límite de movimientos:
  1. Forzosa (3 damas con diagonal principal contra una dama): Máximo de 12 jugadas (24 movimientos) incluyendo el movimiento de captura final.
  2. Saque de peón (2 damas con d.p. y un peón en la casilla 2, contra una dama y peón en casilla 9; al contrario para las negras): Máximo de 32 jugadas (64 movimientos) hasta lograr ganar el juego, convertir en dama el peón o capturar el peón contrario.
27. En competición, cualquier disputa o controversia sobre la aplicación de estas reglas, será resuelta por el jurado nombrado al efecto. Ejemplo de la Ley de la Calidad: el peón negro debe comer al peón y a la dama blancos, en lugar de a los 2 peones blancos.

### Damas rusas / Shashki
Las damas rusas son iguales que las pool checkers con la diferencia que si en medio de una captura se llega a la última fila se corona y se sigue la captura como dama y que empiezan las blancas. Se juega en partes de la antigua Unión Soviética y en Israel tienen diferente modo de juego.

### Poddavki
Variante de las damas rusas en la cual, utilizando las mismas reglas, el objetivo se invierte: vence quien consigue quedarse sin piezas o tener bloqueadas las que tiene.Generalmente estas versiones pierde/gana son practicadas en casi todos los juegos de damas, pero no se consideran más que un simple divertimento. Sin embargo en Rusia esta variante no solo tiene su propia denominación, sino que goza de prestigio y se celebran campeonatos del mismo modo que con la variante Shashki.

Juego de damas de columna

### Damas de columna
El juego de las damas de columna (torres, postes, damas de varios pisos, tours, "columnas", "damas de columna" e incluso "damas chinas", inglés: column draughts, Russian towers o torres rusas) es una variante de las damas, conocida en Rusia desde el siglo XIX, en la que el juego se lleva a cabo de acuerdo con las reglas habituales de las damas, pero con la diferencia de que la ficha golpeada no se retira del campo de juego, y se recoge debajo de la figura que golpea (una dama o una torre).
Las torres se mueven a lo largo de la tabla, "obedeciendo" a la tabla superior. Al tomar la torre de ella, solo se quita la parte superior de la pantalla. Si debajo de la parte superior se encuentra un cheque de otro color que el disparo como resultado de la batalla, la torre se convierte en la torre del oponente. Las reglas de los movimientos de las damas simples y damas corresponden a las reglas de las damas rusas.
Sobre la base de las damas rusas, pero de acuerdo con las reglas de las damas inglesas, el campeón del mundo de ajedrez Emanuel Lasker desarrolló el juego de damas "Laska" y en 1911 publicó su descripción. Lasker mostró que las torres solo pueden ser "de doble capa": es decir, no puede haber alternancia de colores. También mostró que durante el juego, el número de figuras de juego se mantiene constante o disminuye. Las damas de columna son un objeto curioso para las Ciencias matemáticas: combinadores, teorías de juegos de parejas con suma cero, etc.
El interés analítico y de juego también son las bandejas de columna y las damas de dos vías de columna.

### Damas turcas
Las «damas turcas», de nombre original «dama», se juegan en las mismas zonas que las damas rusas y en Turquía. Es la más diferente de todas las variantes.
El tablero es de ocho por ocho casillas. Cada jugador tiene dieciséis piezas, que al principio están colocadas en la segunda y la tercera fila más próximas a cada uno.
- Las piezas se mueven de manera ortogonal, una posición hacia delante o a los lados, no hacia atrás.
- Se captura saltando, también hacia los lados o adelante.
- Se encadenan las capturas. Tal y como se van capturando, se retiran las piezas capturadas.
- Cuando una pieza llega a la última fila se corona reina.
- Las reinas mueven cualquier número de posiciones vacías adelante, atrás o a los lados.
- Las reinas capturan igual que las piezas normales, pero pueden capturar piezas separadas de ellas por una línea de casillas vacías e ir a parar a cualquier casilla de última de la pieza capturada, siguiendo una línea de casillas vacías.
- Capturar es obligatorio. Hace falta capturar el máximo número de piezas.
- Gana quienes captura todas las piezas del contrario, lo inmoviliza o lo deja con una sola pieza contra, como mínimo, una reina.

### Damas chinas
Esta es una variante peculiar de las damas. Se juega entre 2, 4 o 6 jugadores, cada uno con un color diferente. El tablero también es cuadriculado (en el caso de ser 6 jugadores, el tablero es hexagonal), pero con muchas más casillas.
Cada jugador comienza la partida con sus piezas en la región de uno de los vértices del tablero y su objetivo es trasladar todas sus piezas a la región del vértice opuesto.
El movimiento de las piezas es el siguiente: en cada turno el jugador mueve una sola pieza, bien desplazando la pieza hacia una casilla adyacente vacía, o bien saltando sobre otras piezas, bien sean suyas o de otro jugador. El salto se podrá realizar siempre que la casilla final a donde va la pieza esté vacía, y al igual que las damas convencionales se pueden realizar múltiples saltos. En este juego no se comen piezas, simplemente se mueven saltando unas sobre otras. Es interesante realizar movimientos de varios saltos, pues así las piezas llegan antes al vértice opuesto.
Gana el jugador que coloca todas sus piezas en la región del vértice opuesto en primer lugar.
Ningún jugador puede situar piezas definitivamente en la región opuesta hasta no haber sacado todas sus piezas de su propia región.

## Mitos sobre las damas
- Las damas no son una variante del ajedrez, a pesar de que ambos juegos se juegan en el mismo tablero, son juegos completamente diferentes; ya que ambos juegos tienen reglas diferentes como en el número de piezas, la colocación de las piezas, el movimiento de las piezas, y la forma de captura de las piezas.
- Las damas chinas (cuyo nombre les fue dado para hacerlo más exótico; y que ni siquiera son de China, sino que en realidad son una versión alemana de otro juego de mesa estadounidense llamado halma) no tienen relación con el juego damas. Además, tanto las piezas (o fichas), así como sus reglas, son completamente diferentes.
- Las damas no tienen relación con el backgammon, juego en el que se utilizan las mismas fichas que en las damas, con la diferencia de que se juega con 15 fichas y 1 o 2 pares de dados (y ocasionalmente también con dos cubiletes) y la corona tiene que ponerse en el cuadrado que sigue después de comer una ficha y no se puede mover más. En este juego también se utiliza ocasionalmente un dado de apuestas el cual tiene los números 2, 4, 8, 16, 32 y 64; y que a diferencia de los dados comunes y corrientes, este dado no es lanzado sino que es colocado cuando se quiere duplicar la apuesta (indicando el número por el que se quiere multiplicar —comenzando por el 2 en el turno de un jugador el cual se puede seguir duplicando en el turno del otro jugador continuando con el 4, y así hasta llegar el 64—); esta parte del juego es opcional ya que muy raras veces se usa.

## Juegos relacionados
- Campeonato Mundial de Damas Inglesas
- Campeonato Mundial de Damas Internacionales
- Clásicos:
  - Ajedrez
  - Latrunculi (origen del alquerque y el peón del ajedrez, al adaptar la captura en forma 1 vs 1)
  - Alquerque (origen de las damas, al fusionarse el alquerque con el tablero del ajedrez, o también al disponer de las piezas en los cuadros de un tablero cuádruple)
  - Surakarta
  - Fanorona
- Modernos:
  - Freeze
  - Epaminondas
  - Spot
  - Neutron
  - Lasca
  - Dameo
- Otros juegos de tablero abstractos:
  - Go
  - Backgammon
  - Rithmomachia
  - Mancala
  - Monopoly
  - Ludo